# Verduriano
Il verduriano è una lingua artificiale inventata dallo statunitense Mark Rosenfelder come lingua di Verduria, una ambientazione del gioco di ruolo Dungeons & Dragons. Rosenfelder ha sviluppato una grammatica e un vocabolario abbastanza articolati, pubblicati sul Web, che hanno attratto numerosi appassionati di lingue artificiali. Sull'onda di questo successo, Rosenfelder ha iniziato a pubblicare un giornale online scritto in verduriano e ha creato un "corso di verduriano per principianti".
La grammatica e il vocabolario verduriani presentano elementi tratti da diverse lingue europee, inclusi francese, russo, latino, e tedesco.